# Aurelia Fadilla
Aurelia Fadilla (geboren um 110–115; gestorben vor 134/135) war eine Tochter des Titus Aurelius Fulvus Boionius Arrius Antoninus, des späteren Kaisers Antoninus Pius, und seiner Ehefrau Faustina der Älteren.
Über das Leben der Fadilla ist nur wenig bekannt. Sie war eines von vier Kindern ihrer Eltern, hatte mit Marcus Galerius Aurelius Antoninus und Marcus Aurelius Fulvus Antoninus zwei Brüder und die Schwester Annia Galeria Faustina, die als Ehefrau Mark Aurels später Kaiserin und Augusta des Römischen Reichs wurde. 
Aurelia Fadilla war mit Lucius Lamia Silvanus, dem Suffektkonsul des Jahres 145, verheiratet. Vermutlich kinderlos starb sie, als Antoninus Pius auf den Antritt seines Prokonsulats in der Provinz Asia wartete. Erhalten war ihre Grabinschrift, die am 139 von Antoninus Pius fertiggestellten und in dessen Namen geweihten Hadriansmausoleum angebracht war:
Aurelia Fadilla / filia Imp(eratoris) Caesaris / T(iti) Aelii Hadriani / Antonini Augusti Pii p(atris) p(atriae)
Hierhin war sie wie ihre früh verstorbenen Brüder nach der Fertigstellung des später auch Antoninorum sepulcrum („Grab der Antoninen“) genannten Grabbaus überführt worden.